# سيدة البحيرة (رواية)
سيدة البحيرة (بالبولندية: Pani Jeziora) هي الرواية الخامسة والختامية من ملحمة الويتشر كتبها الروائي البولندي الفانتازي أندريه سابكوسكي، وقد نُشرت أول مرة في 1999. سبقتها رواية برج السنونو، وقد تُرجمت الرواية إلى عدة لغات لكنها لم تترجم للعربية.